# Richenza av Northeim
Richenza av Northeim, född 1087/89, död 1141, var tysk-romersk kejsarinna och hertiginna av Sachsen; gift 1100 med Lothar III (tysk-romersk kejsare), hertig av Sachsen. Hon var politiskt aktiv och utövade inflytande på statsangelängenheter.  
Hon var dotter till Henrik av Northeim och Gertrud av Braunschweig.